# Gerson Chávez
Gerson Aldaír „Wally” Chávez Suazo (ur. 30 grudnia 1998 w La Ceiba) – honduraski piłkarz występujący na pozycji defensywnego pomocnika, reprezentant Hondurasu, od 2024 roku zawodnik Marathónu.